# Julio César Jobet
Julio César Jobet (Perquenco, 1912-Santiago de Chile, 1980) fue un historiador, político e intelectual chileno que fue profesor. Sus principales paraderos como docente fueron el Liceo de Aplicación y la Facultad de Filosofía y Humanidades de la Universidad de Chile. 
Fue un importante militante del Partido Socialista, considerando que en 1971 se encargó de redactar una obra que abarcaba la historia de su partido: El Partido Socialista de Chile. Esta englobaba la trayectoria de la colectividad mencionada desde su fundación el 19 de abril de 1933 hasta el entonces primer año de gobierno de la Unidad Popular.

## Historia
Nació en la aldea de Perquenco en 1912 en la provincia de Cautín, descendiente de agricultores franceses y españoles que llegaron a colonizar la frontera durante el siglo XIX. Luego de cursar sus estudios secundarios en el Liceo de hombres de Temuco, ingresó al Instituto Pedagógico de la Universidad de Chile recibiéndose en 1938 como profesor de Historia, Geografía y educación cívica. Contrajo matrimonio con Elisa Rodríguez Muñoz con quien formó su familia de la cual Gastón Jobet Rodríguez sería su único hijo. Más tarde ejerció la docencia en distintos liceos del país, llegando a ocupar un prestigioso lugar entre los académicos de la Facultad de Filosofía y Humanidades de la Universidad de Chile. 

## Actividad política
Colaborador de diversas publicaciones, revistas y folletos, Jobet se convirtió en un emblemático representante del Partido Socialista. Se definió a sí mismo como un "socialista humanista, como un defensor del afianzamiento y la extensión de la democracia, por medio de la implantación de la justicia social y de la libertad", su obra historiográfica da fiel reflejo de su compromiso militante.
Fue crítico del Partido Comunista de Chile, por lo cual escribió artículos durísimos contra el comunismo y el Partido Comunista, aunque esto no fue impedimento para que se opusiera a la "ley maldita" en 1948 durante el gobierno de Gabriel González Videla, y siguió a otros como Eugenio González Rojas y Raúl Ampuero al Partido Socialista Popular, distanciándose del anticomunismo del Partido Socialista de Chile bajo la dirección de Bernardo Ibáñez y Óscar Schnake.

## Aporte historiográfico
Es, junto a Hernán Ramírez Necochea, considerado como un importante precursor de la Historia Social en Chile. Hacia el año 1948, denunció que la historiografía chilena ha estado «en función de la pequeña oligarquía gobernante», dejando de lado el «papel primordial» de las clases populares. El historiador experto en Historia social y Premio Nacional de Historia, Gabriel Salazar, ha sindicado a Jobet como alguien que formalmente extendió una «invitación a hacer ciencia» con base en lo popular, para así romper con la etapa precientífica inaugurada en 1910. Dicha etapa es referida así por Salazar ya que durante esos 38 años no existió un estudio concreto del sujeto histórico en cuestión ni de instituciones laborales o movimientos políticos asociados a este; solo se bocetaban retratos o escenas costumbristas de la sociedad popular de entonces. Asimismo, 1910 resulta ser punto de partida de la tendencia a considerar al sujeto popular, teniendo en mente que el zeitgeist (espíritu del tiempo) se volcaba a la apertura democrática y laboral que los miembros del Estado chileno comenzaron a hacer hacia los sectores populares en el marco de la República Parlamentaria y la «cuestión social».
Dentro de los antecedentes mencionados de la tendencia que cristalizó hacia 1981 con la aparición del género historiográfico de La Nueva Historia Social, Jobet se destacó con obras como "Movimiento Social Obrero", Desarrollo en Chile la primera mitad del siglo XX (1953) ó Luis Emilio Recabarren: los orígenes del movimiento obrero y del socialismo chileno (1955). Obras de este calibre y temática se complementaban con otras como Historia del movimiento obrero en Chile. Siglo XIX de Ramírez Necochea (1956) ó Historia del Movimiento Obrero del historiador chileno-argentino Luis Vitale; otrora integrante del Movimiento de Izquierda Revolucionaria (MIR).
Sus obras abarcaron las más diversas temáticas dentro de la Historia de Chile y del enfoque político-económico. Sus investigaciones más recordadas fueron El Partido Socialista de Chile (1971), Luis Emilio Recabarren: los orígenes del movimiento obrero y del socialismo chileno (1955), Ensayo crítico del desarrollo económico-social de Chile (1951), Los precursores del pensamiento social de Chile (1956), entre otras obras.
Fue junto con Eugenio González Rojas, Marcelo Segall y Alejandro Chelén Rojas, uno de los principales teóricos del Partido Socialista de Chile.

## Últimos años
Desde 1973 una severa trombosis marcó sus últimos años, sin embargo, no le impidió participar en foros historiográficos y en el proceso de reconstrucción del Partido Socialista. Tras su muerte en 1980 su figura se recuerda como la de un destacado profesor, historiador, intelectual y filósofo, analista literario y escritor, que entregó en vida decenas de publicaciones.

## Obras
- Los fundamentos del marxismo (1939)
- Santiago Arcos Arlegui y la sociedad de la Igualdad: Un socialista utopista chileno (1942)
- Tres ensayos históricos (1950)
- Ensayo crítico del desarrollo económico-social de Chile (1951)
- Socialismo y Comunismo (1952)
- "Movimiento Social Obrero", Desarrollo en Chile la primera mitad del siglo XX (1953)
- Luis Emilio Recabarren: los orígenes del movimiento obrero y del socialismo chileno (1955)
- Los precursores del pensamiento social de Chile (1956)
- El Partido Socialista de Chile (1971)
- Temas históricos chilenos (1973)